# SPECTRUM
『SPECTRUM』（スペクトラム）は、1979年8月25日にビクター音楽産業（現・ビクターエンタテインメント）から発売されたスペクトラムのアルバム。

## 概要
台風のSEをバックに気象情報のアナウンスが挿入され、それが終わると同時に曲がスタート。各曲の間にはほとんど空白がなく、一部の曲はクロスフェードしている。
歌詞はすべて片仮名と英語で書かれている。ジャケット裏面のスタッフクレジットでは作詞者として宮下康仁と共にSatokichiの名が表記されているが、曲ごとのクレジットでは宮下のみの名義になっている。

## 収録曲
| 全作曲・編曲: スペクトラム。 |                                       |          |              |      |
| #                            | タイトル                              | 作詞     | 作曲・編曲   | 時間 |
| 1.                           | 「アクト・ショー (ACT-SHOW)」         | 宮下康仁 | スペクトラム | 4:58 |
| 2.                           | 「ファースト・ウエイブ (FIRST WAVE)」 | -        | スペクトラム | 4:00 |
| 3.                           | 「ノー・タイトル (NO TITLE)」         | -        | スペクトラム | 1:13 |
| 4.                           | 「ロリータ (ROLLITA)」(Album Version) | 宮下康仁 | スペクトラム | 5:37 |
| 5.                           | 「メモリー (MEMORY)」                 | 宮下康仁 | スペクトラム | 5:01 |

| 全作曲・編曲: スペクトラム。 |                                                                                              |          |              |      |
| #                            | タイトル                                                                                     | 作詞     | 作曲・編曲   | 時間 |
| 6.                           | 「クエッション '81 & '82 (QUESTION '81 & '82)」                                              | 宮下康仁 | スペクトラム | 5:27 |
| 7.                           | 「パッシング・ドリーム (PASSING DREAM)」                                                     | 宮下康仁 | スペクトラム | 5:11 |
| 8.                           | 「トマト・イッパツ (TOMATO IPPATSU)」(Album Version)                                         | 宮下康仁 | スペクトラム | 6:13 |
| 9.                           | 「ロックン・ロール・サーカス (ROCK'N ROLL CIRCUS)」                                          | 宮下康仁 | スペクトラム | 5:04 |
| 10.                          | 「1920、アミューズ・カンパニー〜スマイル・フォー・ミー (1920, AMUSE COMPANY〜SMILE FOR ME)」 | -        | スペクトラム | 1:37 |

| #   | タイトル                             | 作詞     | 作曲         | 編曲         | 備考                                                             | 時間 |
| --- | ------------------------------------ | -------- | ------------ | ------------ | ---------------------------------------------------------------- | ---- |
| 11. | 「トマト・イッパツ」(Single Version) | 宮下康仁 | スペクトラム | スペクトラム |                                                                  | 4:42 |
| 12. | 「ロリータ」(Single Version)         | 宮下康仁 | スペクトラム | スペクトラム |                                                                  | 5:20 |
| 13. | 「裕矢のテーマ (YUYA MY LOVE)」      | 伊里渚   | 新田一郎     | 新田一郎     | 唄：新田一郎 演奏：ホーン・スペクトラム+スーパーリズムセクション | 4:55 |
| 14. | 「サーキットのバラード」             | -        | 新田一郎     | 新田一郎     | 演奏：ホーン・スペクトラム+スーパーリズムセクション              | 4:18 |

## 曲解説
1. アクト・ショー (ACT-SHOW)
新田一郎と西慎嗣のツインボーカルの曲。曲名は「握手しよう」という歌詞から。少年隊がアルバム『PRISM』（1999年）でカバーしている。
2. ファースト・ウエイブ (FIRST WAVE)
スペクトラムのアルバムには、必ずインストゥルメンタルの曲が収録されている。その1曲目となった曲。
3. ノー・タイトル (NO TITLE)
「ノー・タイトル（無題）」というタイトルの曲。次の曲への繋ぎのような形になっている。
4. ロリータ (ROLLITA)
アルバムと同時に、「トマト・イッパツ」のB面としてシングルでも発売された。
5. メモリー (MEMORY)
6. クエッション'81 & '82 (QUESTION '81 & '82)
タイトルはシカゴの「QUESTIONS 67 AND 68」のパロディだが、歌詞の内容も曲調もまったくの別物。間奏に「1920、アミューズ・カンパニー」のメロディが挿入される。
7. パッシング・ドリーム (PASSING DREAM)
8. トマト・イッパツ (TOMATO IPPATSU)
アルバムと同時発売のファーストシングルで、スペクトラムの代表曲。シングルの名前を決定する際、新田一郎が「トマト（というタイトル）一発でいきましょう」と提案した所、勘違いした担当者が「トマト・イッパツ」というタイトルで発表したという逸話がある。
後に少年隊はシングル「デカメロン伝説」（1986年）のイントロにて、錦織一清のアイデアでこの曲の歌詞の「ワッチコン」を捻ったフレーズ「ワカチコン」を挟み込んでいる。
9. ロックン・ロール・サーカス (ROCK'N ROLL CIRCUS)
10. 1920、アミューズ・カンパニー〜スマイル・フォー・ミー (1920, AMUSE COMPANY〜SMILE FOR ME)
11. トマト・イッパツ (Single Version)
最後がフェードアウトしており、アルバムバージョンより短くなっている。
12. ロリータ (Single version)
こちらもアルバムバージョンより短くなっている。
13. 裕矢のテーマ (YUYA MY LOVE)
スペクトラムの前身バンド「ホーン・スペクトラム」時代に発売されたシングル。ただし、ジャケットにはアーティスト名の表記がない[2]。
14. サーキットのバラード
「裕矢のテーマ」のB面。